# Heathrow Terminal 5

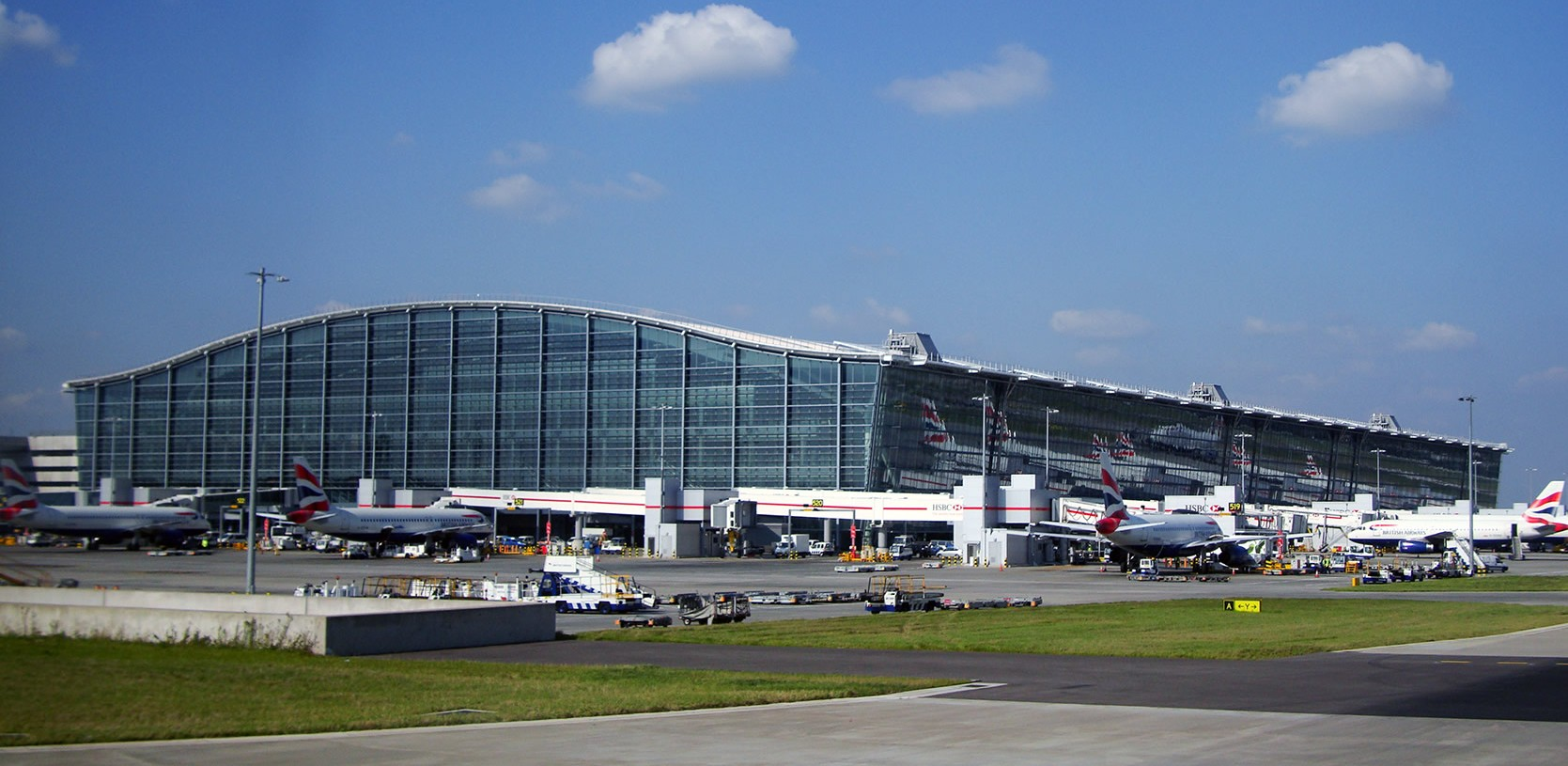
L'edificio principale del Terminal 5 dell'aeroporto Heathrow.

Heathrow Terminal 5 (o, in italiano, Terminal 5 di Heathrow) è un terminal aeroportuale dell'aeroporto civile di Londra Heathrow. Questo venne aperto nel 2008 ed è utilizzato esclusivamente dalle due compagnie aeree del gruppo International Airlines; la compagnia di bandiera britannica British Airways, e la compagnia di bandiera spagnola Iberia Airlines.

## La struttura
Il complesso presenta come struttura principale un grandioso edificio, che è anche la più grande struttura autoportante della Gran Bretagna. Questo edificio è stato progettato da Richard Rogers, della Richard Rogers Partnership, ed ingegneri della compagnia Arup, per un costo di 4 miliardi di sterline. La realizzazione del progetto si è protratto per 19 anni ed il terminal è stato pensato per servire 35 milioni di passeggeri all'anno (più della metà del traffico aeroportuale dell'intero aeroporto nel 2009). La struttura si suddivide in 3 parti: il T5 A-B-C. la principale, dove c'è l'entrata e l'uscita è la A e le altre due sono i suoi satelliti. Solitamente nella B parcheggiano gli aerei con tratte più lunghe e quindi più grandi, mentre nelle altre due strutture parcheggiano vari aerei che volano soprattutto su tratte di corto e medio raggio. Al check-in c'è un'innovazione: il nastro trasportatore per i bagagli corre al di sotto dei banchi check-in, invece che sul retro come nei sistemi tradizionali, e quindi è possibile passare direttamente oltre il banco accettazione non essendo così incanalati in piccoli corridoi come avviene solitamente negli aeroporti. L'area dove ci sono i gate è molto ampia e con vari negozi e ristoranti.

## Collegamenti
Per raggiungere i satelliti il terminal dispone di un servizio ferroviario che passa sotto la pista e si ferma in tutte le tre strutture. Per raggiungere gli altri terminal dell'aeroporto c'è un servizio gratuito fino ai terminal stessi chiamato Heathrow Express, che diventa a pagamento se si vuole proseguire fino alla città di Londra. Il terminal è collegato al centro della capitale grazie alla metropolitana (Piccadilly line), dall'Heathrow Express e da un servizio taxi continuo.
Il terminal 5 è collegato anche alla Motorway M25.